# Diplocanthopoda marina
Diplocanthopoda marina är en spindelart som beskrevs av H. C. Abraham 1925. Diplocanthopoda marina ingår i släktet Diplocanthopoda och familjen hoppspindlar. Inga underarter finns listade i Catalogue of Life.